# Giải phẫu cá

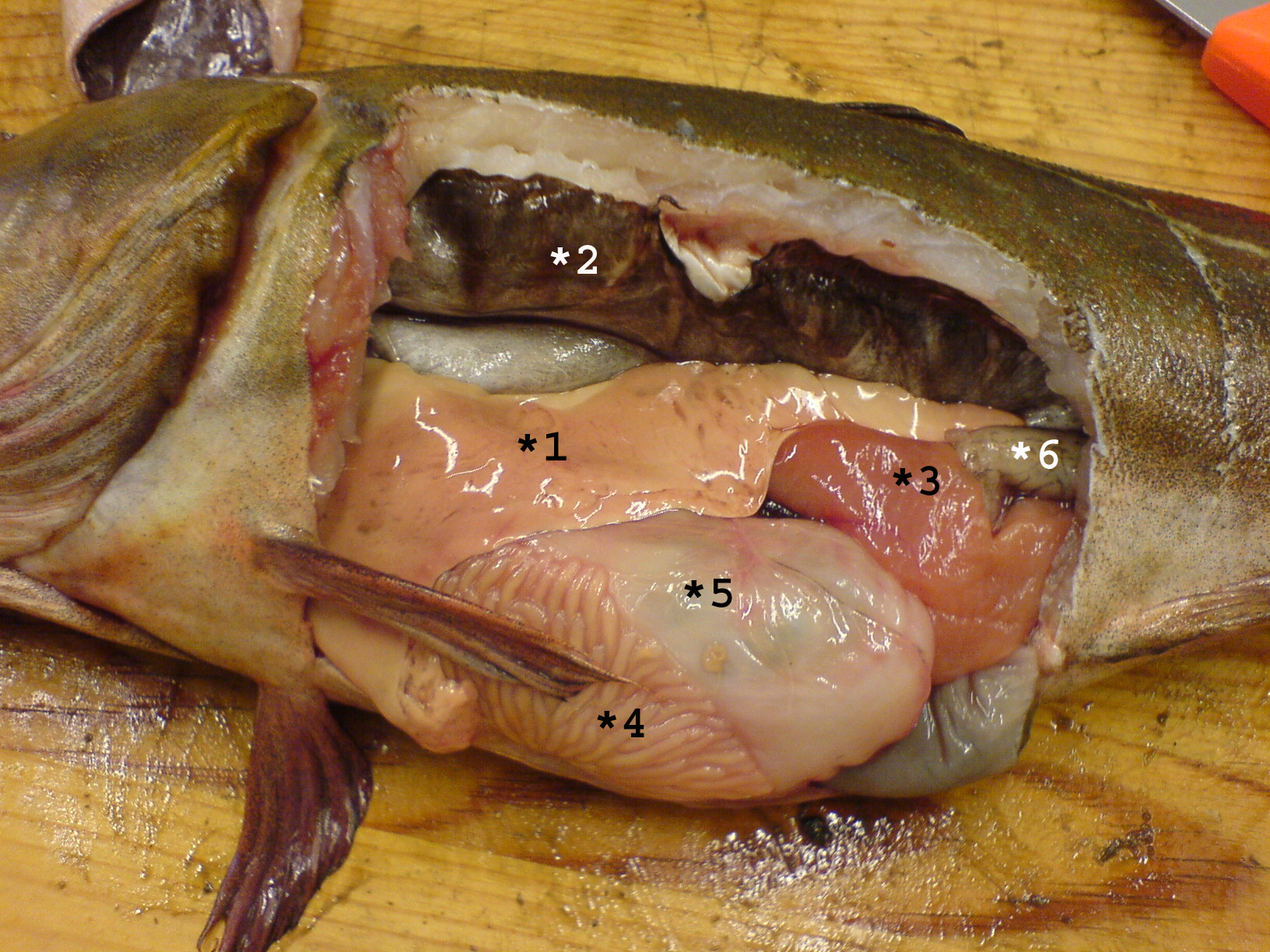
Hình chụp về cấu tạo bên trong cơ quan nội tạng của một con cá đã được mổ xẻ

Giải phẫu cá là nghiên cứu về các hình thức cấu tạo hay hình thái học của các loài cá, nó nghiên cứu về cách các bộ phận thành phần chức năng cá với nhau trong cá sống. 
Trong thực tế, giải phẫu cá và sinh lý học về cá bổ sung cho nhau, các cơ quan hoặc bộ phận cấu thành và cách chúng được đặt lại với nhau, chẳng hạn như có thể được quan sát thấy trên bàn lúp soi hoặc dưới kính hiển vi, và sau này như thế nào đối phó với những thành phần chức năng với nhau trong cá sống. Giải phẫu của cá thường được định hình bởi các đặc tính vật lý của nước, môi trường mà cá sống.

## Tổng quan

Sơ đồ mô phỏng giải phẫu bên ngoài của Cận lớp Cá xương thật (Hector's lanternfish)
1. Nắp mang cá (phần bao mang cá), 2. Đường biên hay đường chỉ, 3. Vây sống lưng, 4. Vây mỡ,
5. Cuống đuôi, 6. Vây đuôi, 7. Vây hậu môn, 8. Cơ quan phát sáng
9. Vây mái chèo (là cặp vây, một vây nữa ở mặt bên kia đối diện), 10. Vây ngực (là cặp vây, một vây nữa ở mặt bên kia đối diện)

Giải phẫu bên trong Cận lớp Cá xương thật

## Hệ tiêu hóa
Sự ra đời của các quai hàm ở miệng cá cho phép cá ăn được nhiều chủng loại thức ăn hơn, bao gồm cây cỏ và các sinh vật khác. Cá ăn thức ăn bằng miệng và sau đó bị phân tách nhỏ một phần trong thực quản. Khi thức ăn vào tới dạ dày, nó bị phân tách tiếp, và ở nhiều loài cá, quá trình phân rã tiếp theo trong các túi giống ngón tay gọi là manh tràng môn vị. Manh tràng môn vị tiết ra các enzym tiêu hóa và hấp thụ các chất dinh dưỡng từ các thức ăn đã tiêu hóa. Các cơ quan như gan và tụy bổ sung các enzym và nhiều hóa chất tiêu hóa khác khi thức ăn chuyển động trong hệ tiêu hóa. Tại ruột thì quá trình tiêu hóa được hoàn thiện và các chất dinh dưỡng được hấp thụ hoàn toàn qua thành ruột cung cấp cho cơ thể, các chất cặn bã còn lại được thải ra ngoài qua lỗ hậu môn.

## Hệ hô hấp
Phần lớn các loài cá trao đổi các chất khí bằng mang, là bộ phận nằm ở các bên của đầu. Các mang được cấu thành từ các cấu trúc tương tự như sợi chỉ gọi là các thớ mảnh. Mỗi thớ mảnh chứa một hệ thống các mao mạch để có diện tích tiếp xúc bề mặt lớn cho việc trao đổi oxy và dioxide cacbon. Cá trao đổi khí bằng cách hút nước giàu oxy qua miệng và đẩy chúng qua các thớ mảnh của mang. Chúng sau đó đẩy nước nghèo oxy ra ngoài thông qua các lỗ hổng ở các bên của đầu.
Một số loài cá, như cá mập và cá mút đá, có nhiều lỗ hổng của mang. Tuy nhiên, phần lớn các loài cá có một lỗ hổng của mang trên mỗi bên của cơ thể. Lỗ hổng này được che đậy bằng một lớp chất xương bảo vệ gọi là nắp mang. Một số loài cá, như cá có phổi, đã phát triển cơ chế thích nghi để cho phép chúng có thể tồn tại trong các khu vực nghèo oxy hay những nơi mà nước thường xuyên bị khô cạn. Các loài cá này có các cơ quan đặc biệt có tác dụng như phổi. Chúng có một ống đưa không khí chứa oxy tới cơ quan này theo đường miệng cá. Một số loài cá có phổi là những loài phụ thuộc vào việc nhận oxy từ không khí và chúng sẽ chết ngạt nếu không được nhô đầu lên khỏi bề mặt nước.

## Hệ tuần hoàn
Cá có hệ tuần hoàn khép kín với tim làm nhiệm vụ bơm máu vào một vòng tuần hoàn đơn trong suốt cơ thể. Máu từ tim đi tới các mang, sau đó từ mang đi tới toàn bộ cơ thể, và sau đó quay ngược trở lại tim. Ở phần lớn các loài cá, tim bao gồm bốn phần: tĩnh mạch xoang, tâm nhĩ, tâm thất và động mạch bụng. Mặc dù có bốn phần nhưng tim cá vẫn chỉ là loại tim hai ngăn.
Tĩnh mạch xoang là một cái túi có thành mỏng để thu thập máu từ các tĩnh mạch của cá trước khi cho nó chảy vào tâm nhĩ, là một ngăn lớn có cơ bắp. Giữa tâm nhĩ và tâm thất có các van có tác dụng cho máu chảy một chiều vào tâm thất. Tâm thất là ngăn có thành dày và có cơ bắp. Nó có tác dụng như một chiếc "máy bơm" thực thụ của tim. Nó bơm máu vào một ống to gọi là động mạch hình củ hành. Như một thiết bị ngoại vi, động mạch hình củ hành nối với mạch máu lớn gọi là động mạch chủ, từ đó máu chảy tới các mang cá.

## Hệ bài tiết

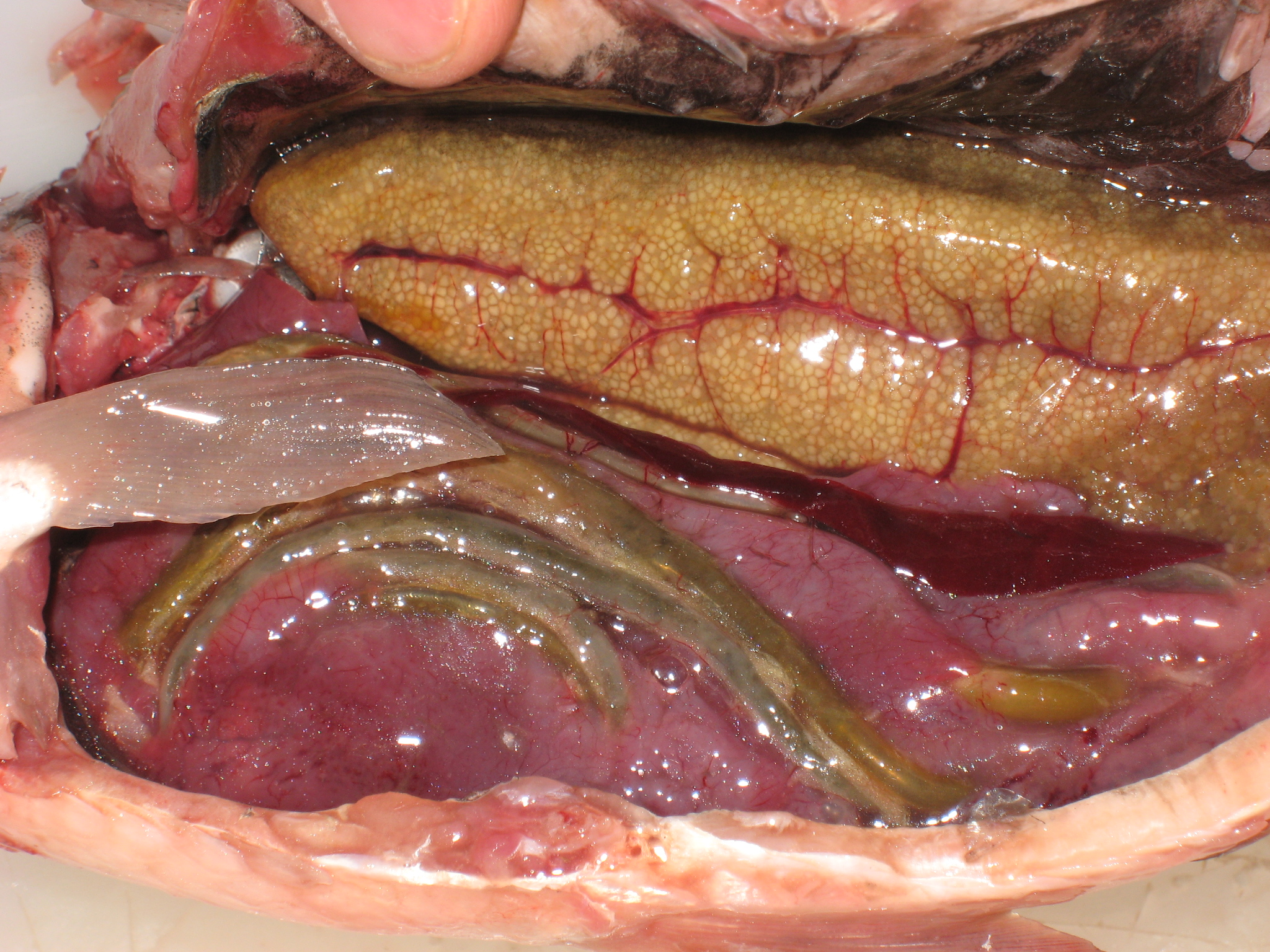
Một bộ nội tạng cá bị giết

Giống như nhiều loại động vật thủy sinh, phần lớn các loài cá giải phóng các chất thải chứa nitơ dưới dạng amonia. Một lượng nhỏ chất thải khuếch tán qua mang vào trong môi trường nước xung quanh. Phần còn lại được đưa vào thận, cơ quan bài tiết lọc các chất thải từ máu. Thận giúp cá kiểm soát nồng độ amonia trong cơ thể chúng.
Cá nước mặn có xu hướng mất nước do hiện tượng thẩm thấu. Đối với cá nước mặn thì thận tích lũy các chất thải và trả lại càng nhiều nước càng tốt cho cơ thể. Điều ngược lại diễn ra đối với cá nước ngọt, chúng có xu hướng thu nước liên tục. Thận của cá nước ngọt là đặc biệt thích hợp để bơm một lượng lớn nước tiểu loãng ra ngoài. Một vài loài cá có thận thích nghi đặc biệt để thay đổi chức năng của nó, cho phép cá có thể di chuyển từ môi trường nước ngọt sang môi trường nước mặn.

## Hệ thần kinh
Cá có hệ thần kinh phát triển tốt thiết lập xung quanh đại não, và được chia thành các phần khác nhau. Ở phía trước của não bộ là các tổ chức khứu giác hình củ hành, hỗ trợ cá trong việc ngửi. Không giống như phần lớn các động vật có xương sống khác, đại não của cá chủ yếu có tác dụng hỗ trợ khứu giác hơn là phản xạ cho toàn bộ các hành vi chủ động khác. Các thùy thị giác xử lý thông tin từ mắt.
Đại não phối hợp các chuyển động của cơ thể trong khi phần cuối của não nối với tủy xương (tiểu não) kiểm soát chức năng của các nội tạng. Phần lớn các loài cá phát triển khá tốt cơ quan khứu giác. Gần như toàn bộ các loài cá kiếm ăn ban ngày có các mắt phát triển tốt có cảm nhận màu sắc tốt ít ra cũng bằng con người. Nhiều loài cá còn có các tế bào đặc biệt gọi là các thụ quan có trách nhiệm đối với những giác quan bất thường về mùi vị. Mặc dù cá có các tai trên đầu, nhưng nhiều loại cá không cảm thụ âm thanh tốt.
Tuy nhiên, phần lớn cá có các thụ quan nhạy cảm tạo thành hệ thống đường bên. Hệ thống này cho phép cá phát hiện được các dao động và chuyển động nhẹ của dòng nước, cũng như để cảm nhận chuyển động của các loại cá khác ở gần nó hay của con mồi. Một số loài cá như cá da trơn hay cá mập, có các cơ quan có thể phát hiện các dòng điện cực nhỏ. Một số loài cá khác như lươn điện hay cá đuối điện, có thể sản sinh ra điện của chính nó.

## Hệ giác quan
Cá có các giác quan cơ bản giống người như: thị giác, thính giác, xúc giác, khứu giác và vị giác.
Thị giác: Hầu hết cá có mắt ở hai bên đầu, nhờ thế mà cá nhìn được mọi phía, điều này rất cần thiết bởi vì cá không thể quay đầu về phía sau được. Phần lớn cá có thể nhìn tốt ở phía trước hoặc ở 2 bên, số ít hơn có khả năng nhìn màu. Đó là điều quan trọng khi chúng giao phối vì một số loài có thể thay đổi màu sắc khi giao phối.
Thính giác: Cá có tai nằm bên trong sọ. Giống như các động vật có xương sống khác, tai cá có chức năng như các cơ quan giữ thăng bằng cũng như để nghe. Âm thanh truyền rất tốt trong nước, và nhiều loại cá truyền âm thanh để thông tin cho nhau, có loài còn truyền cả sóng âm (như cá heo nhưng đây không phải phụ thuộc vào thính giác).
Xúc giác: Nhiều loài cá sống trong những nơi tối tăm, và xúc giác của chúng là cơ quan hỗ trợ thiết thực cho cơ quan thị giác. Một số xúc giác của cá là râu mọc xung quanh miệng (có chức năng như ngón tay). Với cơ quan này, nó có thể di chuyển dễ dàng dưới đáy biển hoặc sông.
Một cơ quan quan trọng hơn nữa là hệ thống đường bên. Cấu tạo của cơ quan này là một nhóm đầu dây thần kinh nằm ở dưới da bên hông của cá. Khi có bất kỳ chuyển động nào trong nước (luôn tạo ra sóng lan truyền theo mọi hướng), hệ thống đường bên sẽ nhận biết sóng này truyền qua hệ thần kinh và cá sẽ biết được đó là kẻ thù hoặc thức ăn gần bên.
Khứu giác: Tất cả loài cá đều có khứu giác tốt. Nhiều loài tận dụng điều này để săn mồi, một số khác để tự vệ. Nếu một con cá trong bầy bị thương vì kẻ thù thì tự nhiên nó sẽ tiết ra 1 chất đặc biệt trong da tan loãng vào nước. Khi các thành viên trong đàn ngửi thấy nó, chúng sẽ bơi nhanh hơn để an toàn.
Vị giác: Cơ quan vị giác của cá có quan hệ chặt chẽ với cơ quan khứu giác. Tuỳ vào loài cá mà có các vị trí vị giác khác nhau, nhưng đều phân bố ở bên trong hoặc xung quanh miệng.

## Hệ cơ

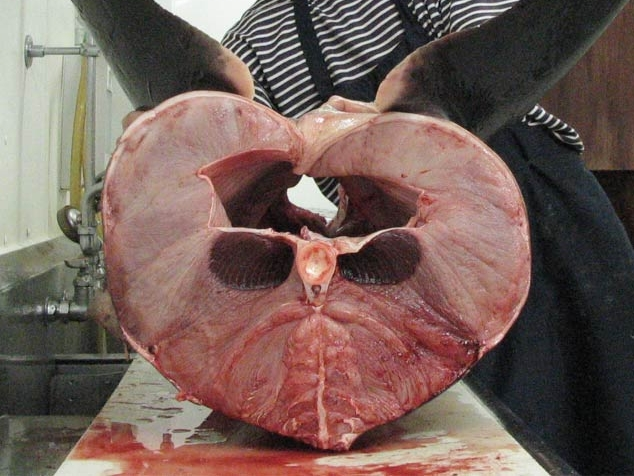
Cấu tạo cơ của một con cá

Phần lớn các loài cá chuyển động bằng cách co các cặp cơ ở hai bên xương sống một cách so le. Sự co cơ này tạo ra đường cong hình chữ S làm cơ thể cá chuyển động xuống dưới. Khi đường cong đạt tới vây cuối thì lực phản hồi được tạo ra. Lực phản hồi này, kết hợp với các vây, làm cá chuyển động về phía trước. Các vây của cá có tác dụng như là các thiết bị ổn định của máy bay. Các vây cũng làm tăng diện tích bề mặt của đuôi, cho phép cá có được gia tốc lớn hơn. Cơ thể thuôn của cá làm giảm ma sát khi cá chuyển động trong nước.
Do đa phần cơ thể có khối lượng riêng trung bình nặng hơn nước, cá phải có cơ chế bù lại sự sai biệt này nếu không chúng sẽ bị chìm do lực đẩy Ác-si-mét không đủ để cân bằng trọng lực. Nhiều loài cá xương có một cơ quan gọi là bong bóng để điều chỉnh sức nổi của chúng thông qua điều chỉnh áp suất khí trong bong bóng. Khi giảm áp suất khí trong bong bóng, bong bóng cá bị ép nhỏ lại, thể tích giảm và lực đẩy Ác-si-méc giảm, khiến cá chìm xuống. Khi tăng áp suất khiến bong bóng nở ra, thể tích tăng và lực đẩy Ácsimét tăng, khiến cá nổi lên.